# Izumiōtsu
Izumiōtsu (japanska: 泉大津市?, Izumiōtsu-shi) är en stad i Osaka prefektur i Japan. Staden fick stadsrättigheter 1942.